# The Paramour Sessions
The Paramour Sessions је пети албум калифорнијског рок бенда Папа роуч, издат 12. септембра 2006. Објављена су 2 сингла са овог албума: ...To Be Loved и Forever. Овај албум је био последњи албум снимљен са бубњарем Дејвом Бакнером.

## Песме
1. "...To Be Loved" - 3:03
2. "Alive (N' Out of Control)" - 3:22
3. "Crash" - 3:21
4. "The World Around You" - 4:35
5. "Forever" - 4:06
6. "I Devise My Own Demise" - 3:36
7. "Time Is Running Out" - 3:23
8. "What Do You Do" - 4:22
9. "My Heart Is a Fist" - 4:58
10. "No More Secrets" - 3:15
11. "Reckless" - 3:34
12. "The Fire" - 3:32
13. "Roses on My Grave" - 3:13

Издање за Мексико

Осим горенаведених песама, посебно издање за Мексико садржи и:
1. "Heridas" (верзија песме Scars на шпанском језику) - 3:28

Издање за Уједињено Краљевство

Осим горенаведених песама, посебно издање за Уједињено Краљевство садржи и:
1. "Scars" (уживо у Чикагу) - 3:38
2. "SOS" - 2:44

Издање за Ајтјунс

Осим горенаведених песама, посебно издање за куповину преко Ајтјунса садржи и:
1. "The Addict" (бонус песма) - 3:26